# パソロブレス (カリフォルニア州)
パソロブレス（英: Paso Robles、正式名称はエル・パソ・デ・ロブレス、英: El Paso de Robles、「オークの峠」という意味）は、アメリカ合衆国カリフォルニア州のサンルイスオビスポ郡にある都市。人口は3万1490人（2020年）。サンルイスオビスポ市の北、サリナス川沿いに位置し、温泉や多くのワイン醸造所があることで知られる。またカリフォルニア州中部祭の開催会場でもある。

## 歴史
パソロブレス市となっているセントラルコーストの地域は時代を通して温泉があることで有名だった。スペインによる伝道所時代よりも以前の数千年にわたってサリナン族インディアンが住んでいた。彼等はこの地域を「泉」あるいは「温泉」と呼んでいた。インディアンやその後の伝道所の神父達および信徒達は、治癒力のある水と鎮静効果のある泥浴によって様々な慢性病から回復することが分かっていた。
パソロブレスはメキシコの特許土地であるランチョ・パソ・デ・ロブレスの中にあり、ここを1857年にジェイムズ・ブラックバーンとダニエル・ブラックバーンが購入した。この土地はカミノ・レアル道路を通ってきた旅人が休息する場所であり、鉱物を含む温泉で知られていた。隣のサンミゲル伝道所のフランシスコ会牧師達が、この地域で初の鉱泉入浴所を建設した。この時代に現在のパソロブレス市の設立者となった開拓者を惹き付け始めた。彼等は後に牛の牧場、リンゴやアーモンドの果樹園、酪農場およびブドウ園を造っていくことになった。
1864年、最初のエル・パソ・デ・ロブレス・ホテルが建設されたが、ここにも鉱泉入浴所が造られた。

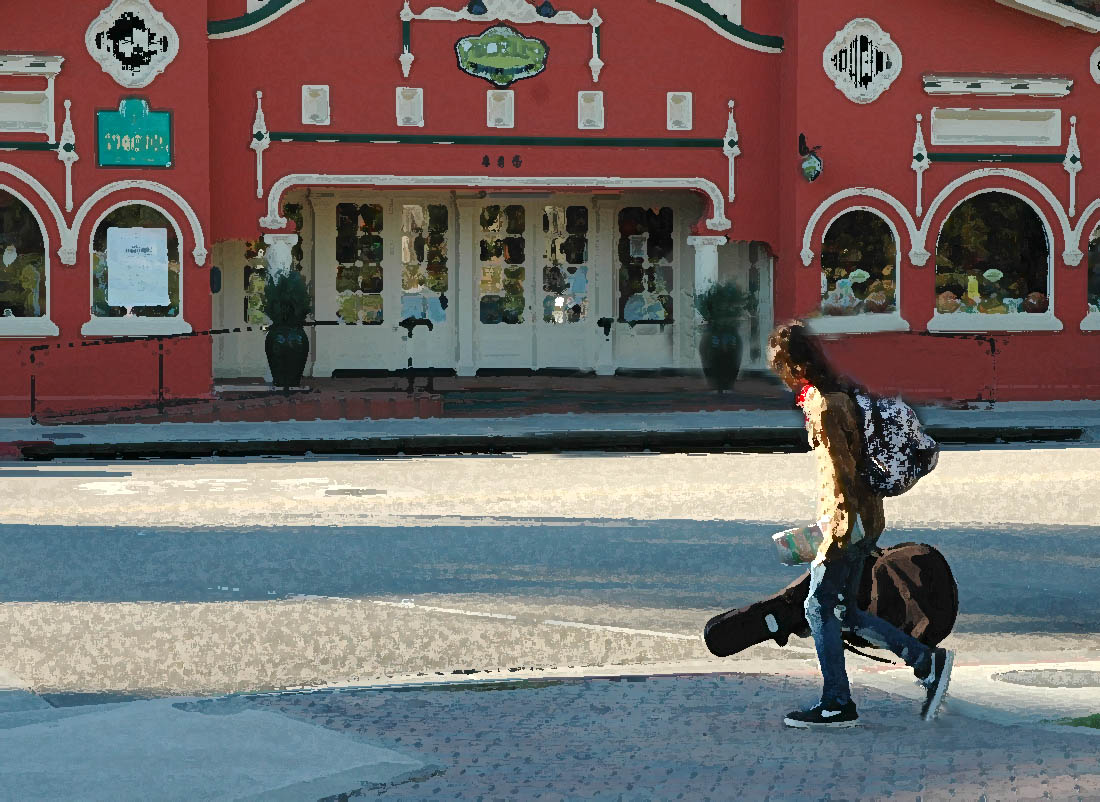
歴史ある硫黄泉
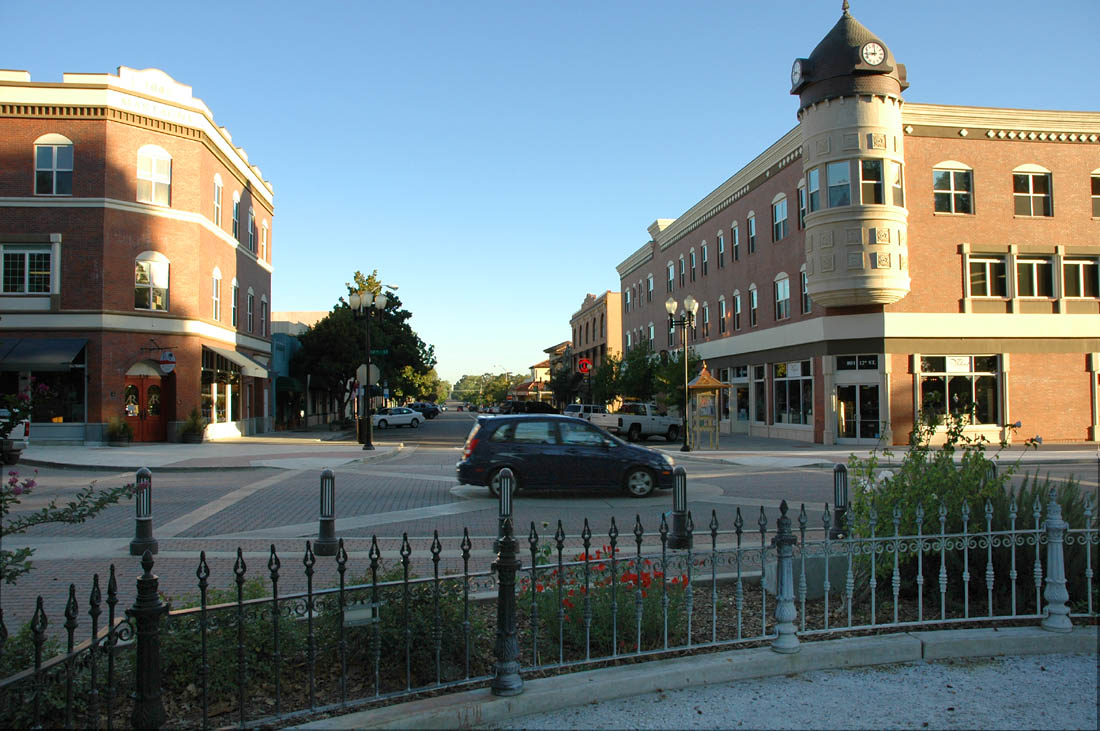
パソロブレス時計塔
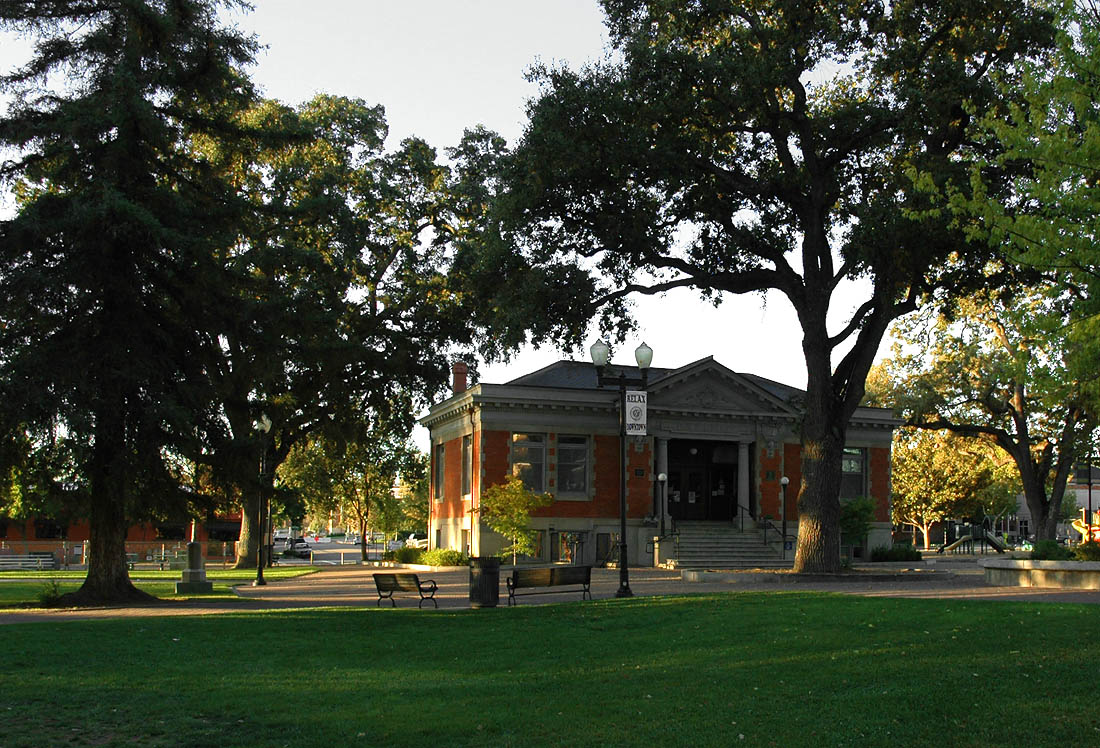
歴史あるカーネギー図書館

ブラックバーン兄弟が公衆公園用地として町に2つの街区を寄付し、住民や訪問者の娯楽に供されるものとした。当初の譲渡証書では、公衆公園以外の用途に使われる場合は土地を寄付者に返すこととされていた。その土地はレディントンという者が配置を決め、住民が植物を持ち寄って植樹の日が設けられた。当初はサボテンが土地境界のフェンスの代わりになっており、1890年に素人芝居で上げた収益を使って野外ステージが建設された。
1886年、サザン・パシフィック鉄道がこの町を通るようになり、この町の中核部を慰安のための場所として街区の整理が行われた。1886年10月31日に初めての列車が通ったその2週間後に3日間の祭が開催され、その参加者にはサンフランシスコからの特別列車で金持ちの土地購入見込者を連れてきて、この地域を巡り、日々のバーベキューを楽しんで貰った。11月17日、「グランド・オークション」が開催され、228区画が売却された。
サザン・パシフィック鉄道がパソロブレスを通った時の地元代理人は、ケンタッキー州生まれで金を探鉱するために1853年にカリフォルニアに来ていたR・M・'ディック'・シャッケルフォードだった。シャッケルフォードは金の探鉱からチームを組んだ牛追い、さらに製材業まで様々な経歴を持っており、ネバダ州に行ったときはワシュー郡の代表としてネバダ州の最初の議会で1期を務めてきていた。シャッケルフォードは1886年までにカリフォルニア州に戻り、パソロブレスに住んで、広大な土地を購入し、そこに倉庫を建て、鉄道の線路沿いに材木置き場の運営を始めた。またサザン・パシフィック製粉会社も設立して事実上地元の製粉業を独占していたが、地元の農民がシャックルフォードの独占を破るために独自の共同組合であるファーマーズ・アライアンス・フラワーミルを組織した。
パソロブレスが市制を布いたのと同じ年の1889年、新しく壮大なホテルの建設が始められた。その建設には100万個以上の煉瓦を必要とし、建設費用は160,000ドルに上った。この新しいエル・パソ・デ・ロブレス・ホテルは1891年に営業を開始した。建物は煉瓦造り3階建てで、砂岩のアーチが設けられた。このことで完全な耐火構造となった。また7エーカー (28,000 m²) の庭園と9ホールのゴルフコースもあった。屋内には図書館、美しいサロン、理髪店やビリヤード室とラウンジも備えていた。また改良された温泉大入浴場の他、32の個室浴室も提供していた。大入浴場は横20フィート (6 m)、縦40フィート (12 m)あり、当時のアメリカ国内で最大級に洗練され完成されたものと考えられた。
1913年、当時世界でも最も有名なピアニストかつ作曲家だったイグナツィ・パデレフスキがこのホテルを訪れた。パデレフスキーは関節炎の治療のためにホテルの鉱泉に3か月間漬かった後、そのコンサートツアーを再開した。その後ホテルに戻って生活するようになり、パソロブレス市の西側に2つの美しい牧場を購入した。
その後の30年間でこのホテルを訪れた著名人としては、ボクシングのチャンピオンであるジャック・デンプシー、セオドア・ルーズベルト大統領、セントジョンのアデラ・ロジャーズ、フィービー・アパーソン・ハースト（ウィリアム・ランドルフ・ハーストの母）、俳優のダグラス・フェアバンクス、ボリス・カーロフ、ボブ・ホープ、およびクラーク・ゲーブルがいた。メジャーリーグベースボールではピッツバーグ・パイレーツとシカゴ・ホワイトソックスが春期トレーニングの場所としてこのホテルを使い、鉱泉に漬かって疲れた筋肉を癒した。
一時期のパソロブレス市は「アーモンド・シティ」と呼ばれた。地元のアーモンド生産者が世界でも最大の集中したアーモンド果樹園を作り上げていたからだった。外郭部にある牧場は大変重要な役割を果たした。そこでは牛や馬が飼育され、小麦や大麦を主にする穀物、庭園作物および果実が栽培された。これら牧場地や果樹園は多くのワイン醸造所のためのブドウ園に変えられ、それが現在は多くの観光客を呼んでいる。
事業家達は牧場主達に対する感謝の気持ちを表すために1931年10月に「パイオニアの日」を設立し、これが現在でも盛大に祝われるようになっている。毎年10月12日より前の土曜日がパイオニアの日とされている。当初は個人、事業家、教会および奉仕組織からの時間、物資および金の寄付により地域ボランティアの活動で開催された。その目的は地域の友好を深め、歴史遺産を記念する日を提供することだった。さらに、年間を通じて地域の事業や専門家集団を支援する人々全てに「ありがとう」を言う日にも設定された。事業の大半は当日休業になるので、その従業員はその日の活動や家族の親睦を楽しみ参加することができる。この日の行事はどれも無料であり、営業もなく、昼食は無料で提供される。

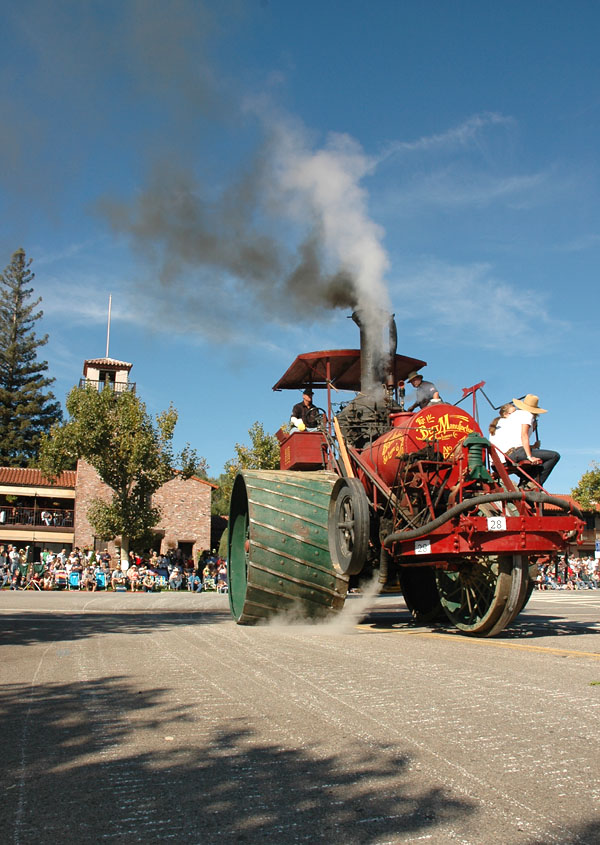
年代物のトラクター
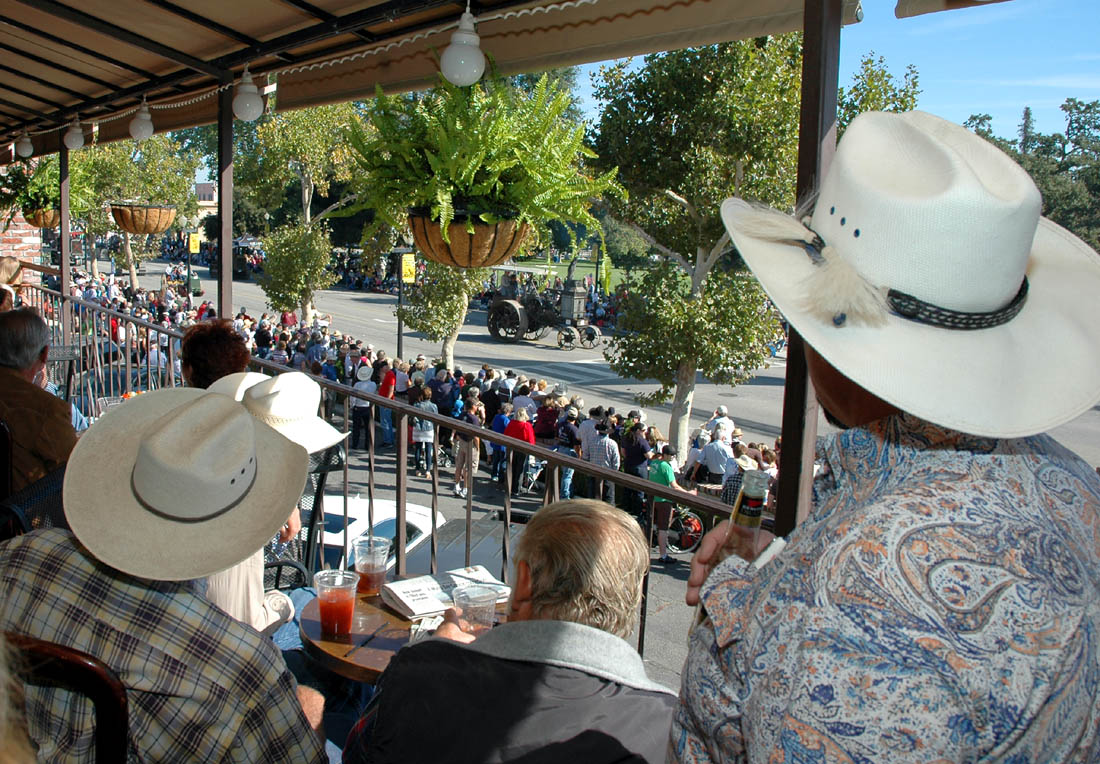
宿屋からの眺め
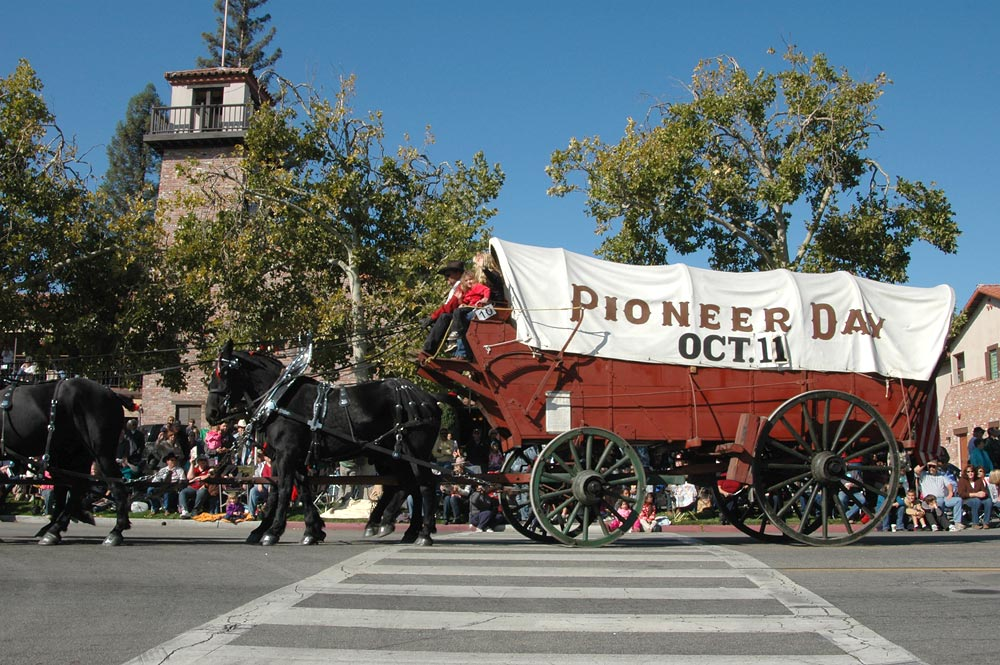
年代物の広告
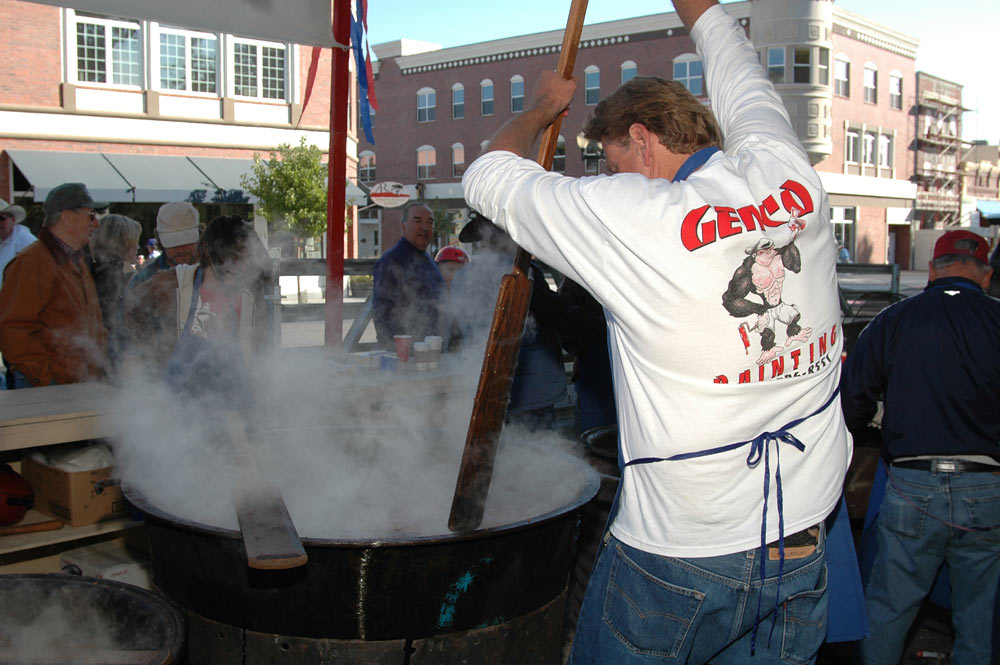
無料の豆料理
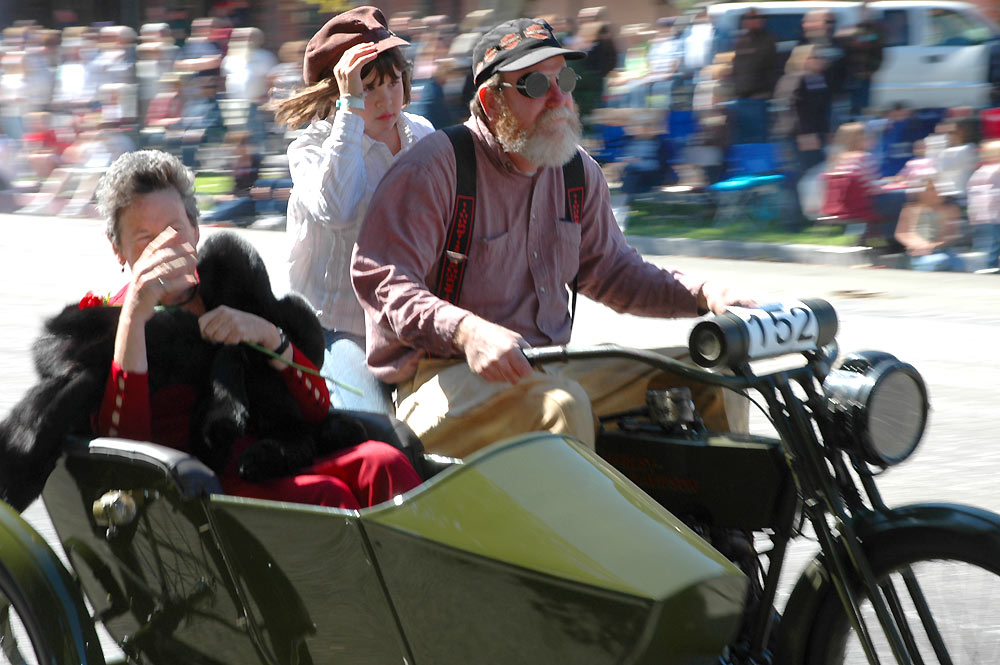
ジョー・ブラウンのファミリー
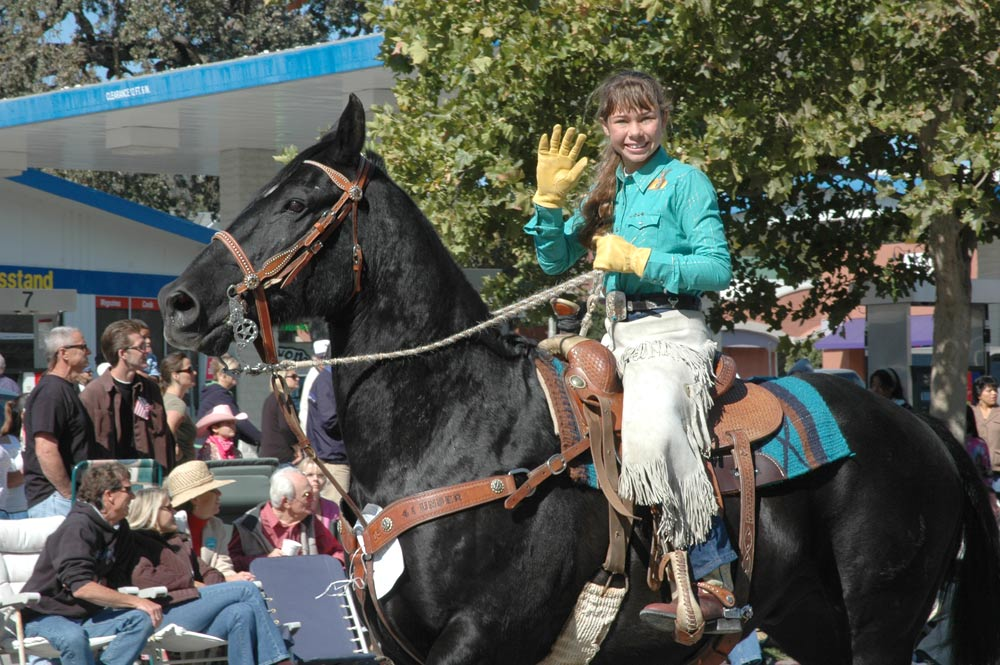
本物のカウガール

1940年12月に悲劇が起こった。「耐火構造」のはずだったエル・パソ・デ・ロブレス・ホテルが火事で全焼した。その夜泊まっていた客は無傷で逃げることができた。しかし、火事を発見した当直の事務員が警報を鳴らした直後に心臓発作を起こして亡くなった。この火事から数か月後、同じ場所に建てる新しいホテルの設計図が引かれた。その設計は全く新しい概念に基づいていた。ガーデン・イン・ホテルは自動車で訪れる客をもてなせるように設計された。1942年2月に工事が完了し、新しいパソロブレス・インが営業を始めた。
1960年代から1970年代、パソロブレス・インにはほとんど変化が無かった。しかし、パソロブレス市は著しい成長を遂げていた。地域のワイン産業が隆盛し、カリフォルニア州中部祭が地域の呼び物に拡大し、ナシミエント湖のような幾つかの湖が行楽地となり、魅力有り友好的な社会としてのパソロブレスの評判が大きくなった。

### 温泉
1795年には既に「カリフォルニア州最古の泉の場所」すなわち泉と泥浴のために行く場所としてパソロブレスが話題になり文書で書かれるようになっていた。1864年、「サンフランシスコ・ブレティン」の特派員が、パソロブレスの温泉は州の泉の場所になると言うあらゆる見込について記した。1868年までに人々は遠くオレゴン州、ネバダ州、アイダホ州、さらにはアラバマ州からもここを訪れるようになった。良く知られた泥浴の他に鉄の泉や砂の泉があり、砂を通って泡が吹きだし、気持ちの良い感覚を生み出すと言われた。
1882年、ドルーリー・ジェイムズとブラックバーン兄弟が「エル・パソ・デ・ロブレスの温冷硫黄泉と世界で唯一の自然泥浴」と題する宣伝用パンフレットを発行した。この時までに一級品の宿泊施設ができ、読書室、理髪室および電報発信室を備えた。雑貨店、一級の有料厩舎ができ、ホテルに泊まるよりはプライバシーを尊重する家族向けの快適な家具付きコテージもあった。1日2回の郵便配達があり、ウェスタンユニオンの電報局と顧客向けに特別料金で対応するウェルズファーゴ代理店があったので、観光客は居ながらにして世界の他の地域とも接触できた。この泉が金持ちの社交の場という性格が強くなるにつれて、癒しの場としての当初の目的は末梢的なものになっていった。
1888年に大浴場と37の浴室を備えた入浴場が硫黄泉の上に建てられた。翌年、大型温泉ホテルの建設が始まり（今日のパソロブレス・イン）、1890年には完工したが、1940年に火事で焼けた。浴室を使う特権はホテルの客に限られており、温泉が癒すことのできる慢性病を抱えた多くの患者達は流行のホテルの料金を払えなかったので、パソロブレス市の数人の事業家がフェリックス・リスと交渉し、リスが所有する区画で硫黄泉を利用する権利について契約した。硫黄泉が掘られ、浴場が建てられ、25セントという支払可能な料金での入浴が可能になった。この施設はその後市に寄付され、現在は市営プールのある場所となっている。

### ワイン
パソロブレスのワイン産業の成長には地域と共にあった長い歴史がある。ワイン用ブドウは1797年にスペインのコンキスタドールとフランシスコ会の宣教師によってパソロブレスの土地に導入された。スペインの探検家フランシスコ・コルテスが豊富なワイン製造業の運営を志し、メキシコやカリフォルニア州の他の地域から来た開拓者に土地の耕作を奨励した。地域で最初のブドウ園はサンミゲル伝道所の牧師が造ったものであり、その古い発酵用樽とブドウの蔓の工芸品がパソロブレス市の北にある伝道所で今も見ることができる。
パソロブレス地域で商業用ワインの生産が始められたのは1882年のことだった。この年、インディアナ州から来た開拓者アンドリュー・ヨークがブドウの植樹を始め、現在のヨーク・マウンテン・ワイナリーがある場所にアセンション・ワイナリーを設立した。ヨークが土地を購入したとき、そこは主にリンゴ園で、小区画にのみワイン用ブドウの樹があった。ヨークはここの気候と土壌がブドウ園により適していると判断し、ブドウ園を拡張した。それから数年後には市場に出す以上のブドウを生産したので、自分で小さな石造りのワイン醸造所を建設することになった。
ワイン作業でアンドリュー・ヨークがまず成功したことに続いて、ゲルト・クリントワースとイルサベ・クリントワースが1886年頃にジェンセオ・リン地域にブドウ園を造った。彼等はジンファンデル、ポートおよびマスカテルを量り売りで売る免許を得ており、さらにはバーガー・ブドウから地域で最初の白ワインを生産した。ウィロウ・クリーク地域にあるキャスティール・ブドウ園は1908年の直前に造られた。キャスティール・ワインは洞窟のセラーで蓄えられ醸成された。古いブドウの樹から切り出された枝が他のブドウ園を始めさせることになり、今日のこの地域でも生産され続けている。
ワインの人気が高まるにつれて、パソロブレス地域のワインも人気が出た。ロレンソ・ネレリとレナ・ネレリは1917年にヨーク山麓のブドウ園を購入した。そのテンプルトン・ワイナリーは禁酒法の撤廃と共に地域でも初めて保証付きのものになった。
1920年代初期、幾つかの家族がこの地域に移住して家族のブドウ園とワイナリーを設立したときにワイン生産が変わっていった。シルベスター・ドゥシとカテリーナ・ドゥシが1924年にブドウ園を購入した。その古く頭を刈り取られたジンファンデルの樹はその息子ベニトが現在所有し栽培している。この頃にマルティネリ、ブシ、ボスティおよびビアンチの各ワイナリーが設立された。
パソロブレス・ワイン地域は、ポーランドの有名な政治家でコンサート・ピアニストでもあったイグナツィ・パデレフスキがパソロブレス市を訪れ、この地域に魅せられて、2,000エーカー (8 km²) の土地を購入した時に、より名声を獲得することになった。1920年代初期に彼はアデレード地域のランチョ・サンイグナシオ・ブドウ園にプティ・シラーとジンファンデルを植えた。禁酒法執行後は、パデレフスキのワインはヨークマウンテン・ワイナリーで生産された。ランチョ・サンイグナシオ・ブドウ園で生産されたブドウから造られたワインは賞を受賞するほどのものになった。プレミア・ワインを生産する地域としてのパソロブレスの評判はこのことやその後の成功によって確たるものとなり、1960年代後半から1970年代初期には、新しい世代のブドウ園開拓者がやって来て、地域を一層繁栄させた。

### サンシメオン地震
2003年12月22日、現地時間の午前11時15分、サンシメオン地震と呼ばれる地震がパソロブレス市の北西25マイル1（40 km) で起こった。この地震はマグニチュード6.6と記録されており、パソロブレス市中心街のランドマークである時計塔から屋根材が落ちたときに2人が死亡した。以前には温泉に使われていて休眠中だった地下の泉がこの地震で蘇り、洪水を起こし、市役所と図書館の駐車場に大きな陥没穴を生じさせた。その後長い間環境と工事の検討がなされたために、この陥没穴を埋めて駐車場の平面を回復できたのは2010年12月のことだった。パソロブレス市は地震で亡くなった2人の女性の記念のために、新しい時計塔を造り直した。

## 地理
パソロブレスは北緯35度37分36秒 西経120度41分24秒 / 北緯35.62667度 西経120.69000度に位置する。セントラル・コーストと呼ばれる地域にあり、ロサンゼルスとサンフランシスコのほぼ中間にある。標高は675フィート (206 m) から1,100フィート (335 m) であるが、中心街の大半は標高約740フィート (226 m) にある。アメリカ合衆国国勢調査局に拠れば、市域全面積は19.9平方マイル (51.56 km2)であり、すべて陸地である。
パソロブレス地域の地形は市の東部にあるなだらかにうねる丘陵部と、西部のサンタルシア海岸山脈にまで高度が上がる手前の峰峰があり、全てはカリフォルニア特有の主に乾燥した草地とオークの森であるシャパラルで覆われている。地元住人の呼ぶ「パソ」は市の西部にあるサンタルシア海岸山脈の東側丘陵の上にある。サンタルシア海岸山脈は北のモントレーに始まり、南に降ってサンルイスオビスポ地域が終端となっている。パソロブレス市は肥沃なサリナス川バレーの南端にある。この川は、東に約28マイル (45 km) にあるテンブラー山脈（サンアンドレアス断層を含む）と、市の直ぐ西にあり市の西側境界から立ち上がっているサンタルシア海岸山脈との間の中央にある。パソロブレス市はサンルイスオビスポ郡北部とモントレー郡南部が出逢う所にあり、太平洋からは内陸に約24マイル (38 km)、すなわち車で20分の距離にある。

## 気候
パソロブレス地域はケッペンの気候区分で亜乾燥ステップ気候(BSk)とカリフォルニア州海岸部に典型的な地中海性気候(Csb)の2つの気候がある。長く、暑く、乾燥した夏と、短く冷涼で時として雨が多い冬が特徴である。秋は長く温暖であり、春は早く訪れることもある。これは様々な農作物を育てるために適した特徴ある気候になっている。農作物はブドウからオリーブ、アーモンドなど木の実などである。年間平均降水量は14.71インチ (374 mm) であり、大半は冬季と早春に降る。年間降水量が10インチ (254 mm) 以下の年が多く、例年5月から9月はほとんど降水が無い。夏は大変暑くなり、6月下旬から9月中旬の日中の気温は100 °F (38 ℃)を超えることも多く、時には110 °F (43 ℃)を超えることもある。夏は異常なくらい夜と昼の温度差が生じ、50 °F (25 ℃)も開くことがある。冬は大変冷涼で湿度が高く、日中の気温は50 °F (10 ℃)台に近付くことも多い。朝と夜は日中の平均気温とは異なり、12月と1月は特に寒くなって25 °F (−4 ℃)にまで下がる。太平洋に近いために海洋性層雲が海岸山脈とパソロブレス市を覆うことがあり、霧を生じさせる。しかしサンフランシスコのようなカリフォルニア州の海岸成海洋霧とは異なり、この霧は長く続くことがなく、午前10時には消え去る。
アメリカ国立気象局の共同市事務所における過去最高気温は1933年8月13日の117 °F (47 ℃)だった。過去最低気温は1913年1月6日の0 °F (−18 ℃)であり、カリフォルニア州でそのような気温に達する地域として最も標高の低いところとなっている。90 °F (32 ℃)以上になる日は年間平均で81.0日あり、32 °F (0 ℃)以下になる日は64.0日ある。30年間（1971年‐2000年）平均の年間降水量は15.71インチ (399 mm) であり、降水日は47日である。最も雨量が多かったのは1941年の29.19インチ (741 mm)、最も少なかったのは1947年の4,24インチ (107 mm) だった。月間降水量で最も多かったのは1916年1月の14.76インチ (375 mm)、24時間雨量で最も多かったのは1966年12月6日の5.25インチ (133 mm) だった。降雪は希だが、1929年4月5日と1988年12月15日には4.0インチ (10 cm) の降雪があった。
パソロブレスFAA空港では、過去最高気温が1961年6月15日と1960年7月20日の115 °F (46 ℃)だった。過去最低気温は1990年12月22日の8 °F (−13 ℃)だった。90 °F (32 ℃)以上になる日は年間平均で86.7日あり、32 °F (0 ℃)以下になる日は53.6日ある。30年間（1971年‐2000年）平均の年間降水量は12.57インチ (319 mm) であり、降水日は42日である。最も雨量が多かったのは1995年の25.56インチ (649 mm)、最も少なかったのは2007年の4,20インチ (107 mm) だった。月間降水量で最も多かったのは1969年1月の12.19インチ (310 mm)、24時間雨量で最も多かったのは1995年3月10日の5.47インチ (139 mm) だった。記録された降雪は1988年12月15日の4.0インチ (10 cm) だった。
| パソロブレスの気候           | パソロブレスの気候 | パソロブレスの気候 | パソロブレスの気候 | パソロブレスの気候 | パソロブレスの気候 | パソロブレスの気候 | パソロブレスの気候 | パソロブレスの気候 | パソロブレスの気候 | パソロブレスの気候 | パソロブレスの気候 | パソロブレスの気候 | パソロブレスの気候 |
| 月                           | 1月                | 2月                | 3月                | 4月                | 5月                | 6月                | 7月                | 8月                | 9月                | 10月               | 11月               | 12月               | 年                 |
| ---------------------------- | ------------------ | ------------------ | ------------------ | ------------------ | ------------------ | ------------------ | ------------------ | ------------------ | ------------------ | ------------------ | ------------------ | ------------------ | ------------------ |
| 平均最高気温 °C （°F）       | 16 (61)            | 18 (65)            | 19 (66)            | 23 (74)            | 27 (81)            | 30 (86)            | 33 (91)            | 34 (93)            | 31 (88)            | 27 (81)            | 20 (68)            | 17 (63)            | 24 (76)            |
| 平均最低気温 °C （°F）       | 1 (34)             | 3 (37)             | 4 (39)             | 5 (41)             | 7 (45)             | 9 (48)             | 11 (52)            | 11 (52)            | 9 (48)             | 5 (41)             | 2 (36)             | 0 (32)             | 6 (42)             |
| 降水量 mm （inch）           | 81 (3.2)           | 84 (3.3)           | 74 (2.9)           | 20 (0.8)           | 5 (.2)             | 0.8 (.03)          | 0.5 (.02)          | 1.5 (.06)          | 8 (.3)             | 15 (0.6)           | 33 (1.3)           | 48 (1.9)           | 373 (14.7)         |
| 出典：weather.com 2007-11-30 |                    |                    |                    |                    |                    |                    |                    |                    |                    |                    |                    |                    |                    |

## 人口動態
以下は2000年国勢調査による人口統計データである。2000年国勢調査以降のパソロブレス市の人口は年平均成長率3.18％と著しい成長を遂げたので、括弧内に2007年推計値を示す。
| 基礎データ - 人口: 24,297人（2007年推計27,868人） - 世帯数: 8,556世帯 - 家族数: 6,040家族（2007年推計7,880家族） - 人口密度: 541.3人/km2（1,401.6人/mi2、2007年推計1,504.2人/mi2） - 住居数: 8,791軒（2007年推計11,218軒） - 住居密度: 195.9軒/km2（507.1軒/mi2） 人種別人口構成 - 白人: 75.70%（2007年推計82.0％） - アフリカン・アメリカン: 3.32%（2007年推計2.8％） - ネイティブ・アメリカン: 1.30%（2007年推計1.1％） - アジア人: 1.89%（2007年推計2.0％） - 太平洋諸島系: 0.14%（2007年推計0.08％） - その他の人種: 13.68%（2007年推計12.1％） - 混血: 3.97%（2007年推計3.5％） - ヒスパニック・ラテン系: 27.72%（2007年推計32.9％） 年齢別人口構成 - 18歳未満: 29.8%（2007年推計27.7％） - 18-24歳: 10.5%（2007年推計10.7％） - 25-44歳: 27.7%（2007年推計25.7％） - 45-64歳: 18.6%（2007年推計23.9％） - 65歳以上: 13.4%（2007年推計11.7％） - 年齢の中央値: 33歳（2007年推計33.2歳） - 性比（女性100人あたり男性の人口） - 総人口: 102.8 - 18歳以上: 97.6 | 世帯と家族（対世帯数） - 18歳未満の子供がいる: 37.4%（2007年推計33.9％） - 結婚・同居している夫婦: 53.4%（2007年推計52.6％） - 未婚・離婚・死別女性が世帯主: 12.5%（2007年推計14.8％） - 非家族世帯: 29.4%（2007年推計27.5％） - 単身世帯: 23.7%（2007年推計20.7％） - 65歳以上の老人1人暮らし: 11.4%（2007年推計8.9％） - 平均構成人数 - 世帯: 2.73人（2007年推計2.56人 - 家族: 3.23人（2007年推計2.96人） 収入と家計 - 収入の中央値 - 世帯: 39,217米ドル（2007年推計51,172ドル） - 家族: 44,322米ドル（2007年推計57,114ドル） - 性別 - 男性: 35,514米ドル（2007年推計42,357ドル） - 女性: 24,058米ドル（2007年推計29,311ドル） - 人口1人あたり収入: 17,974米ドル（2007年推計23,544） - 貧困線以下 - 対人口: 13.6%（2007年推計13.5％） - 対家族数: 10.7%（2007年推計11.4％） - 18歳未満: 17.7%（2007年推計18.2％） - 65歳以上: 9.7%（2007年推計11.2％） |

## 政治
カリフォルニア州議会では、上院の第15および下院の第33選挙区に属している。連邦議会下院ではカリフォルニア州第22選挙区に属し、クック投票動向指数では共和党+16となっている。2010年時点ですべて共和党議員が務めている。

## 交通

### 主要高規格道路
パソロブレスはアメリカ国道101号線とカリフォルニア州道東46号線という主要道路の交差する位置にあり、ロサンゼルスとサンフランシスコ・ベイエリアの中間にあって、東のサンホアキン・バレーや州間高速道路5号線に直接アクセスできる。市内には1本の高速道路と2本の高規格道路が通っている。
- アメリカ国道101号線、パソロブレス市の南北を貫く幹線道路として最も交通量が多く最大の道路である。サリナス川に沿って走っており、市内を東西に二分している。以内から北に出るとサンノゼやサンフランシスコに至り、北カリフォルニアの海岸線に沿ってオレゴン州を抜け、ワシントン州のオリンピアに到る。南に向かうとサンルイスオビスポやサンタバーバラを通り、南側終端であるロサンゼルスに到る。
- カリフォルニア州道東46号線、以内東西方向の幹線道路であり、東のサンホアキン・バレーとを繋いでいる。市内ではその一部3マイル (5 km) の区間がアメリカ国道101号線と合流し、南北に走っている。アメリカ国道101号線と離れてからカリフォルニア州道西46号線となり、サンタルシア海岸山脈に向かって高度を上げ、その後太平洋岸まで急な下りとなる。太平洋岸の村カンブリアの直ぐ南でカリフォルニア州道1号線と出逢った地点が西の終端となっている。東46号線は市内を出た後、起伏のある田園部を約25マイル (40 km) 走り、テンブラー山脈とサンアンドレアス断層を上ってから、25マイル (40 km) 東で州間高速道路5号線と交差してさらに東に進み、ベーカーズフィールドの北約15マイル (24 km) かつフレズノの南90マイル (144 km) の地点でカリフォルニア州道99号線と出逢った地点が東の終端になっている。
- カリフォルニア州道229号線、主に郡内東部の小さな田舎町を繋ぐ道路。市内ではクレストン道路として始まり、3マイル (5 km) 東進すると市内を離れて南東に向かい、州道229号線に変わって、パソロブレス市の南東約15マイル (24 km) の小さな田園町クレストンに向かう。その後南に8マイル (13 km) 走り、サンタマルガリータの小さな町から5マイル (8 km) 東、カリフォルニア州道58号線と出逢う地点が終端になっている。

### 鉄道
シアトルとロサンゼルスの間を毎日走っているアムトラックのコースト・スターライトがパソロブレスに停車する。サンディエゴとサンルイスオビスポの間を走るパシフィック・サーフライナーには、パソロブレス駅からバス便で接続されている。

### 空港
市内にはパソロブレス市民空港がある。中心街からは北東に約5マイル (8 km) に位置し、地域の一般用途空港である。この空港からは定期商業便が出ておらず、商業便を利用する場合は25マイル (40 km) 南のサンルイスオビスポ市内にあるサンルイスオビスポ郡地域空港を利用する。パソロブレス市民空港は一般用途に加えて、多くのビジネス便が運行されている。カリフォルニア州森林防火部がこの空港に出動拠点を置いている。この空港で消火用化学薬品を積み込み、森林火災の上で投下される。またカリフォルニア州ハイウェイパトロールも固定翼機を使って速度取締に使っており、さらにヘリコプターを使って探索や救援に当たっている。パソロブレス市民空港周辺の地域は空港道路工業団地と呼ばれており、多くの航空機保守業者とその施設があると共に、航空機関連部品製造業者やマシューズの高級料理レストランなど関連産業がある。ここでは毎年6月半ばに北カリフォルニア地域曲芸飛行競技会が開催されている。

## 教育

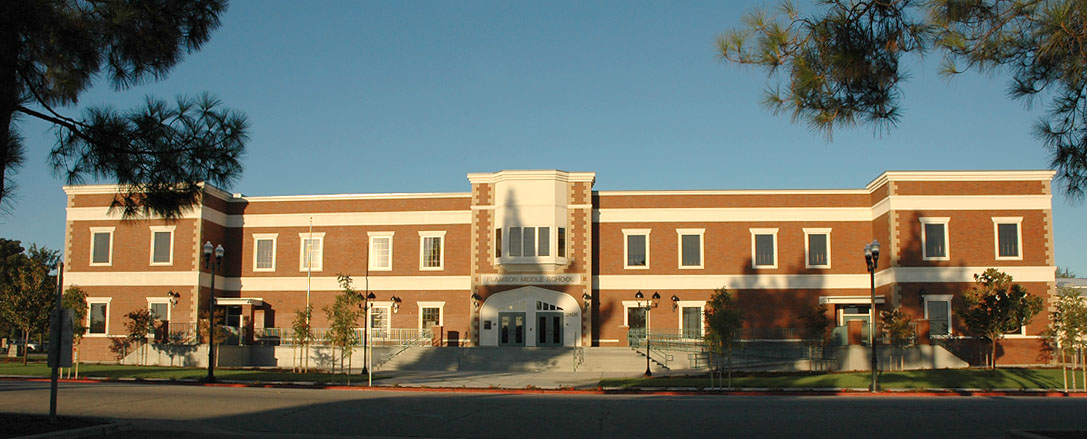
フラムゾン中学校

パソロブレス公共教育学区には小学校6校、中学校2校および高校3校があり、その他に特殊学校と課程が4種類ある。高等教育機関としてはクエスタ・カレッジとフェニックス大学のサテライトオフィスがあり、パソロブレス成人学校とPRカリナリー芸術アカデミーもある。

## スポーツとレクリエーション

### サイクリング
サイクリングにはパソロブレスの広く開放的な道路と景観の良いブドウ園が適している。ワインカントリー西側を抜ける全長39マイル (62 km) のブドウ園ドライブループ・コースや、より初心者向けに全長21マイル (34 km) のスターファームズ・ループ・コースもある。サイクリングコースに沿ってワインの試飲やピクニックの施設がある。中心街周辺を巡行するサイクリングもある。市内ではグレートウェスタン自転車ラリーが34年間開催されてきた。2009年、AMGENツアー・オブ・カリフォルニアではステージ5のゴール地点となった。

### ゴルフ
パソロブレス市周辺ではゴルフが人気があるレクリエーションとスポーツになっている。市内には4つのゴルフコースがあり、そのうち2つはレジャー用となっている。
- ハンターランチ・ゴルフコース[12]
- パソロブレス・ゴルフクラブ[13]
- リバーオークス・ゴルフコース[14]
- リンクス・アット・ビスタ・デル・ホンブレ[15]

### テニスと水泳
パソロブレスでは暑い夏の日と涼しい朝夕が水泳やテニスに適している。2009年以来、パソロブレス水泳・テニス・クラブが会員制のサービスを開始した。

### ナシミエント湖
ナシミエント湖は市の北東13マイル (21 km)、サンタルシア海岸山脈にある長さ18マイル (29 km) の湖である。この湖はパソロブレス市内にあるのではないが、拡大パソロブレス市地域と考えられるものの中に入っている。地元住人が「ザ・レイク」と呼ぶこの湖は、市に近いために郵便番号が同じである。パソロブレス市民にとって大きなレクリエーションの場所であり、水上スポーツファンには天国である。水上スキー、ウェークボード、ジェットスキーなどや釣り、水泳を楽しむことができる。

### 公園とレクリエーション地域

#### バーニー・シュワルツ公園・レクリエーション地域
バーニー・シュワルツ公園はカリフォルニア州道東46号線とユニオン道路に接し、オークの点在する丘に囲まれた広さ42エーカー (168,000 m²) の公園である。野球、ソフトボール、サッカーなどの大規模な競技会を開催できるほか、100万ガロン (4,000 m3) の湖、幾つかの草原ピクニック場、4つの催事パビリオン、2つの売店および2つの大きな遊技場がある。

#### センテニアルパーク複合施設
センテニアルパークはパソロブレス市の東部にあり、地区に囲まれ、ダニエル・ルイス中学校に隣接している。広さは17エーカー (68,000 m²) である。屋内スポーツ（バスケットボール、バレーボール、器械体操）の活動に加え、多くの様々な授業と活動、20万ガロン (750 m3) の水泳プール、ウォータースライドのある歩行プール、2つの大きなバーベキュー場、草地のあるピクニックとパビリオンの地域、円形劇場、ウォーキング道路、2つの屋外バスケットボール・コート、長さ1.2マイル (1.9 km) の舗装歩道、4面の照明付きテニスコート、2つの遊技場がある。幾つかの会議室やバンケットルームも利用できる。

#### シティパーク
シティパークがある場所は町の創設者ブラックバーン兄弟が公衆公園用地としての利用を指定して寄付した土地である。中心街の心臓部にあり、広さは5エーカー (20,000 m²)、ピクニック、遊技、映画鑑賞前後の散策ができ、近くの多くの商店でのショッピングや食事ができる。パイオニアデイや州中部フェア・パンケイクブレックファストのような地域の休日から、独立記念日のような全国的祝日まで人々が集まり祝う場所として珍重されている。ここでは「コンサート・イン・ザ・パーク」、トレーディングデイ、2週間に1回のファーマーズマーケット、ワインフェスティバルおよび自動車ショーが開催されている。

#### シャーウッドの森と公園
シャーウッド公園は町の南東部高地にあり、青年スポーツに利用されている。2002年4月にリトルリーグの球技場が改修された。他にバスケットボールコート、蹄鉄投げ場、レストルーム、ビーチバレーのコート、家族バーベキュー場、公式サッカー場1面、小型サッカー場2面、観覧席付きソフトボール場、テニスコート4面がある。シャーウッド公園に隣接して、シャーウッドの森は新しく建設された公園と遊技場であり、中世をテーマにして、大きな霧を吐き出す龍、曲がりくねった敷石道、堀のある古城があり、遊技場2か所もある。

### 催事

#### パソロブレス催事センター
パソロブレス催事センターは伝説的なカリフォルニア州中部祭の会場になっている。一年中、行事、展示会、ショーおよびスポーツが開催されている。主な行事としては、パソロブレス・ジンファンデル・フェスティバル、セントラル・コースト・ローラーゲーム、ミッドステイト・フォール・ホームショー、セントラル・コースト・ボートショーおよびグレートウェスタン・バイクラリーがある。

#### カリフォルニア州中部祭
パソロブレス催事センターで毎年7月下旬から8月初旬の12日間開催されているカリフォルニア州中部祭はカリフォルニア州で最も喜ばれる家族向け行事になっている。興行界で名の知られた者とヒット曲を演奏するコンサート、テレビでも放送されるロデオ、乗馬と家畜のショー、様々なページェント、遊園地の大型乗り物、展示会、商品販売会、特産品コーナー、競技会が催され、地元の食品も多様に供されている。

## ワインとブドウ園

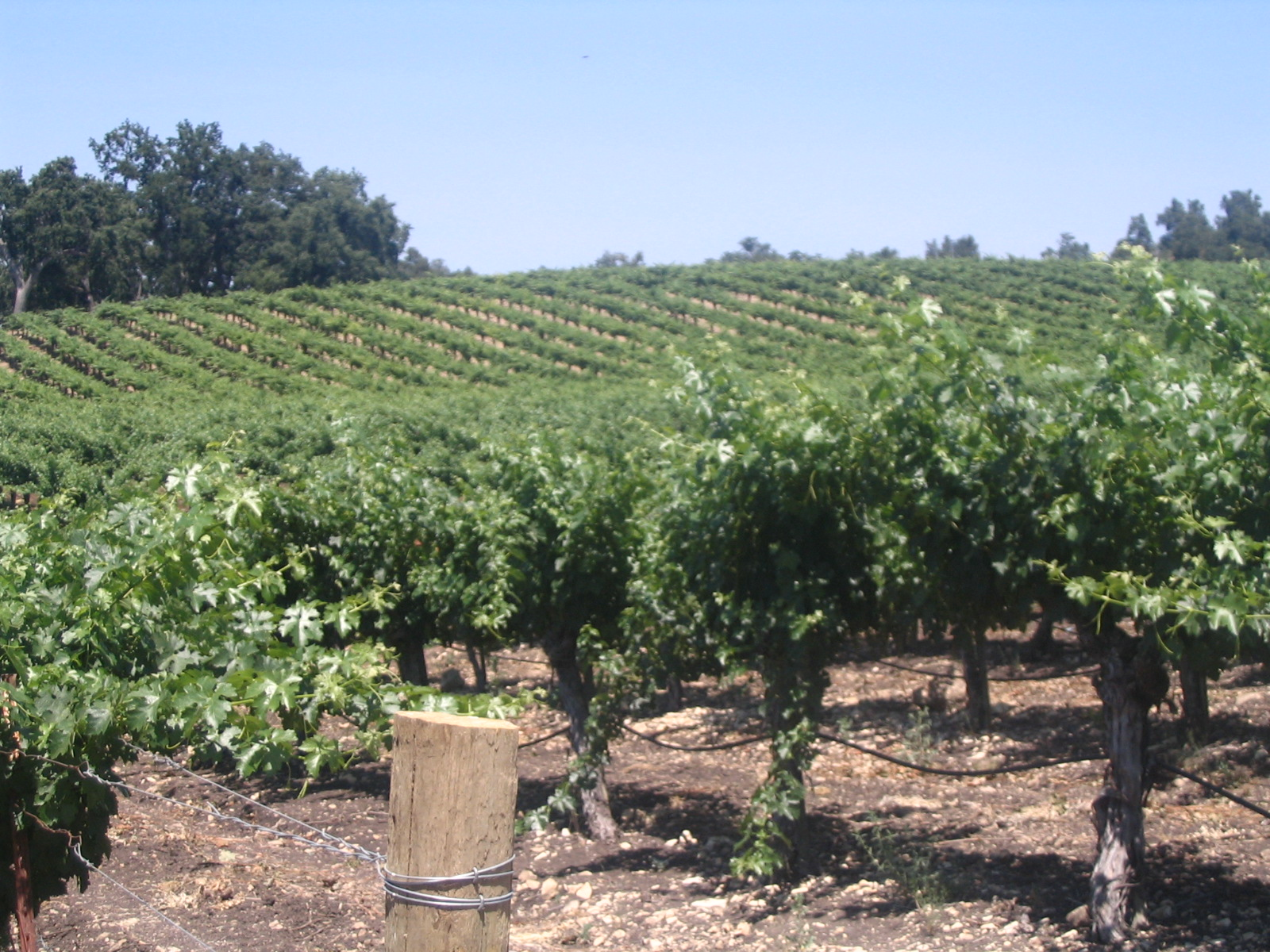
パソロブレスのブドウ園

パソロブレス・ワインカントリーはカリフォルニア州でも最も成長速度の高いプレミアムワインとそのブドウ園がある地域であり、1993年から2002年の間に折り紙付きワイン醸造所とブドウ園の数が倍以上になった。アメリカン・ワイン産業地域に指定されており、25種以上のブドウが栽培され、250以上の折り紙付きワイン醸造所がある。
1993年、パソロブレス市のブドウ生産者、ワイン醸造所およびワイン試飲所がパソロブレス・ワインカントリー同盟を結成した。この非営利団体はパソロブレスのプレミアムワインの販促と教育に貢献している。

### ワインに関わる祭と行事

#### ジンファンデル・フェスティバル
毎年3月、パソロブレス・ワインカントリー同盟がジンファンデル・フェスティバルを主催し、この期間、ジンファンデルの生産者や世界中のファンが集ってワイン、料理およびカリフォルニアの歴史的バライエタル（品種ものワイン）を祝う夜を楽しむ。110以上のワイン醸造所がこの週末にパソロブレス・ワインカントリー中の特別行事を手配する。ワイン生産者のディナー、食事の組合せ、セミナーと講演、オープンハウスと特別試飲が行われる。

#### パソロブレス・ワイン・フェスティバル
パソロブレス・ワイン・フェスティバルは毎年5月の第3週末に開催されるカリフォルニア州のセントラル・コーストの公式試飲行事である。この週末はパソロブレス・ワインカントリーを訪れる最良の時である。110以上の地域ワイン醸造所がワイン生産者のディナー、食事の組合せ、セミナー、ワイン醸造所ツアー、特別試飲などの特別イベントを開催している。カリフォルニア州では3番目に大きく、最も速く成長しているパソロブレス地域の多くの場所でこの行事に参加できる。州内全体から観光客を惹き付け、地元ワイン醸造所のほとんど全てと地元の料理店からのワインが出品される。

#### オリーブ・フェスティバル
オリーブ・フェスティバルは急成長するオリーブ産業を祝うものであり、地域や隣接地域の職人技的オリーブ生産者から、オリーブ、オリーブ油、タプナード（ペースト状ソース）、漬け汁、オリーブ油アイスクリームなど食の喜びを味わうことができる。調理場ではプロのシェフが調理のデモを行い、また料理コンテストも開催される。この祭では音楽、娯楽、地元のワイン醸造所やビール醸造所による試飲、オリーブ油のテイスティングもある。芸術審査会や工芸品ショー、アーティストのブースもあり、様々な料理など祭の屋台も多く出る。

#### ハーベストワイン・ウィークエンド
毎年10月第3週末にはワインカントリー同盟のハーベストワイン・ウィークエンドが開催されている。160以上の個別の行事があり、参加するワイン醸造所の数も140を超えている。ハーベストはワイン醸造所が滅多に見られないブドウ園を公開し、ワインのファンには喜ばれるブドウを潰す工程を見せる季節である。この週末には動いているブドウ園の作業を見て覚え、ブレンド・セミナーに参加し、2トンのブドウ踏みに初めて足を踏み入れることになる。音楽の生演奏、地元の料理、樽のサンプル、アーティストの展示もこの3日間に楽しめる行事の幾つかである。
またシネマ・エ・ビノ・パラディソは、選別されたセントラル・コースト・ワイナリーのもとの星空の下で、ワイン試飲、ディナーおよびクラシックな映画の映写を行う一連の夕方行事となる。参加するワイン醸造所としてはCASS、ビリカナ、リオセコ、マロイ・オニールなどがある。

## 持続可能な建築物
パソロブレス市とサンルイスオビスポ郡は持続可能な建物手法の指導的存在である。地域の幾つかの会社が藁束建設、断熱コンクリート、練り土、超断熱ビル、およびJ・M建設会社による環境性能評価システム認定建設を得意としている。パソロブレス中心街から半径15マイル (24 km) 以内に12軒の藁束家屋、6軒の断熱コンクリート家屋、および幾つかの藁束ワイン醸造所と試飲室が建設されている。

## 風力発電所
パソロブレス市には信頼性の高い西風が通る場所に幾つかの風力発電所があり、風力発電機で発電している。

## 著名な出身者と住人
- イグナツィ・パデレフスキ、世界的に有名なポーランドのピアニスト、1919年にポーランドで首相と外務大臣に選出された、パソロブレス市で広大な果樹園とブドウ園を造った
- ジェイソン・ボッツ、1980年7月26日パソロブレス生まれ、メジャーリーグベースボール選手、テキサス・レンジャーズ.
- ジェシー・ジェイムズ、アメリカ西部開拓時代のガンマン、無法者